# Døden lurer
Døden lurer (engelsk: Peril at End House) er en Agatha Christie krimi fra 1932, hvor Hercule Poirot er på ferie i St Loo ved den engelske sydkyst. Hvor det fiktive St Loo præcist ligger, afsløres ikke, men et godt bud er nær Torquay i grevskabet Devon

## Plot
Bogen er meget underholdende og foregår bl.a. skuespillere og bohemer, som er mere eller mindre involverede i stofmisbrug. Poirot er øjenvidne til et drabsforsøg og burde derfor have et forspring i opklaringen af det efterfølgende drab; men der er tilsyneladende intet motiv til at myrde den populære Nick Buckly, ejeren af End House. Da det lykkes for morderen at gennemføre sin plan er det første offer ikke Nick. Derfor indledes et kapløb mellem Poirot og gerningsmanden, som formentlig vil gøre sit arbejde færdigt.
Pointen i plottet afsløres i Agatha Christies fortælleteknik

## Anmeldelser
Isaac Andersons anmeldelse i The New York Times den 6. marts 1932 konkluderede, at "den ansvarlige for det beskidte arbejde i Døden lurer er djævelsk intelligent, men ikke klog nok til at føre den lille belgiske detektiv bag lyset hele vejen."  Plottet er senere blevet karakteriseret som et af Christies bedste. 

## Bearbejdning
Døden lurer  er en episode i den TV-serie om Poirot, hvor David Suchet spiller hovedrollen. Den havde premiere i England den 7. januar 1990, 2. sæson, 1. episode.

## Danske Udgaver
- Carit Andersen (De trestjernede kriminalromaner); 1960
- Forum Krimi; 1984
- Wangel;Forum; 1991.
- Peter Asschenfeldte nye Forlag; 1999. Ny titel: "Den snigende død";
- Aschehoug; 4. udgave; 2007